# Baños de Río Tobía
Baños de Río Tobía tỉnh và cộng đồng tự trị La Rioja, phía bắc Tây Ban Nha. Đô thị này có diện tích là 17,59 ki-lô-mét vuông, dân số năm 2009 là 1728 người với mật độ 98,24 người/km². Đô thị này có cự ly 35 km so với Logroño.